# Реже Губер
Реже Губер, Губа (угор. Huber Rezső), нар. 3 вересня 1903  — пом. 27 січня 1952) — угорський футболіст, що грав на позиції воротаря. Відомий, зокрема, виступами за «Ференцварош», «Уйпешт» і національну збірну Угорщини

## Кар'єра
Перед початком сезону 1925/26 приєднався до команди «Ференцварош». Одразу став гравцем основного складу, відігравши в усіх 22 матчах чемпіонського сезону. В червні 1926 року дебютував у складі збірної Угорщини в матчі проти команди Чехословаччини (2:1). Щоправда, пробув на полі лише дві хвилини, поки основний воротар того матчу Лайош Фішер отримував допомогу лікарів після пошкодження. 
Протягом двох наступних сезонів ще двічі вигравав з «Ференцварошем» чемпіонат, але лише у першому з них грав у основі (17 матчів), згодом поступившись місцем у воротах Ігнацу Амшелю. Також двічі ставав з командою володарем Кубка Угорщини, зігравши по три матчі у кожному з розіграшів, в тому числі у фіналі турніру 1928 року, коли «Ференцварош» переграв клуб «Баштя» з рахунком 4:1. Також Хубер формально може вважатися переможцем Кубка Мітропи 1928 року, хоча жодного матчу у тому розіграші він не зіграв. Загалом у складі «Ференцвароша» Реже у 1925—1929 роках зіграв 96 матчів, з яких 48 у чемпіонаті і 7 у національному кубку. 
Починаючи з сезону 1929/30 Хубер виступав у команді «Уйпешт», у складі котрої здобув ще три титули чемпіона Угорщини. В новій команді основним конкурентом Реже на воротарській позиції був Янош Акнаї. Загалом за чотири сезони Хубер зіграв в чемпіонаті 36 матчів у складі «Уйпешта». Найбільш вдалим для гравцям став сезон 1930–31. В цей же період він ще одного разу зіграв за збірну: в квітні 1931 року відіграв поєдинок проти Швейцарії (6:2). В 1930 році «Уйпешт» став переможцем Кубку Націй, але Хубер був лише запасним під час цих змагань. В 1932 році зіграв два матчі у Кубку Мітропи проти австрійської Фірст Вієнни (3:5, 1:1).

## Статистика виступів за збірну
| Дата       | Місто    | Господарі | Результат | Гості          | Турнір                   | Голи | Примітки |
| ---------- | -------- | --------- | --------- | -------------- | ------------------------ | ---- | -------- |
| 06/06/1926 | Будапешт | Угорщина  | 2 – 1     | Чехословаччина | товариський матч         | -    | 66' 68'  |
| 12/04/1931 | Будапешт | Угорщина  | 6 – 2     | Швейцарія      | Кубок Центральної Європи | -    |          |
| Усього     |          | Матчів    | 2         |                | Голів                    | -2   |          |

## Титули і досягнення
«Ференцварош»
- Чемпіон Угорщини: 1925–26, 1926–27, 1927–28
- Володар Кубка Угорщини: 1927, 1928

«Уйпешт»
- Чемпіон Угорщини: 1929–30, 1930–31, 1932–33